# Lutz Merkel
Lutz Merkel es un jinete alemán que compitió en la modalidad de salto ecuestre. Ganó una medalla de bronce en el Campeonato Europeo de Saltos Ecuestres de 1977, en la prueba por equipos.

## Palmarés internacional
| Campeonato Europeo | Campeonato Europeo | Campeonato Europeo | Campeonato Europeo |
| Año                | Lugar              | Medalla            | Categoría          |
| ------------------ | ------------------ | ------------------ | ------------------ |
| 1977               | Viena (Austria)    | Medalla de bronce  | Por equipos        |